# Wiesława Żelaskowska
Wiesława Barbara Żelaskowska, po mężu Różańska (ur. 13 września 1964 w Olsztynie) – gimnastyczka, olimpijka z Moskwy 1980.
Zawodniczka Stomilu Olsztyn. Mistrzyni Polski w skoku przez konia w roku 1980. Uczestniczka mistrzostw świata w gimnastyce w roku 1978 i 1979 i mistrzostw Europy w roku 1979.
Na igrzyskach olimpijskich w 1980 roku zajęła:
- 7 miejsce w wieloboju drużynowym
- 32 miejsce w ćwiczeniach wolnych
- 33 miejsce w ćwiczeniach na równoważni
- 41 miejsce w wieloboju indywidualnym
- 43 miejsce w skoku przez konia
- 48 miejsce w ćwiczeniach na poręczach